# Cécile Murumunawabo
 (avril 2023).
Cécile Murumunawabo, née en 1968, est une femme politique rwandaise. 
Elle est élue à la Chambre des députés du Parlement du Rwanda en 2013. Elle est membre du Front patriotique rwandais (FPR), représentant la ville de Kigali et est secrétaire du congrès des femmes du FPR

## Biographie

### Jeunesse et études
Cécile Murumunawabo est né en 1968 et est titulaire d'une maîtrise en études du développement.

### Carrière
Cécile Murumunawabo est une membre du Front patriotique rwandais (FPR) et est élue à la Chambre des députés dans le Parlement du Rwanda en 2013. Avant, elle travaillait au cabinet de la Première Dame du Rwanda. En 2013, elle est nommée comme une secrétaire du congrès des femmes du FPR. Elle est réélue secrétaire en 2019 avec 85,3 % des voix.